# Anolis armouri
Anolis armouri este o specie de șopârle din genul Anolis, familia Polychrotidae, descrisă de Cochran 1934. A fost clasificată de IUCN ca specie cu risc scăzut. Conform Catalogue of Life specia Anolis armouri nu are subspecii cunoscute.